# Coralaxius indopacificus
Coralaxius indopacificus är en kräftdjursart som beskrevs av Brian Frederick Kensley 1994. Coralaxius indopacificus ingår i släktet Coralaxius och familjen Axiidae. Inga underarter finns listade i Catalogue of Life.